# رويال أنتويرب
نادي رويال أنتويرب لكرة القدم (بالفرنسية: Royal Antwerp
Football Club)‏ غالبًا ما يشار إليه باسم آر أنتويرب أو ببساطة أنتويرب، هو نادي بلجيكي لكرة القدم مقره في مدينة أنتويرب. تأسس حوالي عام 1880 باسم نادي أنتويرب للكريكيت من قبل طلاب اللغة الإنجليزية المقيمين في أنتويرب قبل 15 عامًا من إنشاء الاتحاد الملكي البلجيكي لكرة القدم، ويعتبر أنتويرب أقدم نادٍ في بلجيكا.